# Four banal (Avrigney-Virey)
Le four banal d'Avrigney-Virey est un four situé à Avrigney-Virey, en France.

## Localisation
Le four est situé sur la commune d'Avrigney-Virey, dans le département français de la Haute-Saône.

## Historique
L'édifice est inscrit au titre des monuments historiques en 1992.